# Narconon
Narconon International (comúnmente conocido como Narconon) es una organización de la cienciología que promueve las teorías del fundador L. Ronald Hubbard sobre el tratamiento del abuso de sustancias y la adicción. Su compañía matriz es la Asociación para la Mejora de la Vida y la Educación (Association for Better Living and Education, ABLE), que pertenece y está controlada por la Iglesia de la Cienciología, Con su cuartel general en Hollywood, California, Estados Unidos, a la cual Narconon proporciona el 10% de su beneficio bruto, Narconon opera varias docenas de centros residenciales en todo el mundo, principalmente en los Estados Unidos, México y Europa. La organización se formó en 1966 por el cienciólogo William Benítez con la ayuda de Hubbard. Benítez contactó con Hubbard después de leer su libro «Cienciología: los fundamentos del pensamiento» («Scientology: The Fundamentals of Thought») y Narconon fue incorporada posteriormente.
Mientras que tanto la Iglesia de la Cienciología como Narconon afirman que Narconon es un programa secular independiente de la cienciología, y que proporciona educación y rehabilitación legítimas sobre drogas, Narconon ha sido descrito por algunos informes gubernamentales y por antiguos pacientes como una organización pantalla de la cienciología.
El programa ha generado considerable controversia como resultado de sus orígenes en la cienciología y de sus métodos. Su tratamiento de rehabilitación de drogas ha sido descrito como "médicamente inseguro", "curanderismo" y como "fraude médico", mientras que los expertos académicos y médicos han descartado su programa educativo por contener "errores de hecho en conceptos básicos como efectos físicos y mentales, adicción e incluso ortografía".
Los escritos de Hubbard, que subyacen al programa, afirman que las drogas y sus metabolitos se almacenan en el tejido graso del cuerpo, causando los antojos del adicto cuando se liberan parcialmente más adelante, y que pueden eliminarse mediante un régimen conocido como Descarga de Purificación, que implica ejercicio, sauna y la ingesta de altas dosis de vitaminas. Esta hipótesis está en contradicción con la evidencia experimental y no es aceptada médicamente.

## Historia

### Origen
Narconon fue establecida el 19 de febrero de 1966 como un programa de rehabilitación de drogadictos basado en el libro «Cienciología: los fundamentos del pensamiento» de L. Ron Hubbard ofrecido a los toxicómanos de las prisiones estatales de Arizona. El nombre "Narconon" originalmente no hacía referencia a una organización sino a un programa.
El creador de Narconon fue William C. Benítez, un antiguo interno de una Prisión Estatal de Arizona que había cumplido condena por delitos de narcóticos. Su obra fue apoyada por el fundador de la cienciología L. Ron Hubbard, y en 1972 Hubbard financió la incorporación de Narconon como una organización. Fue cofundada por Benítez y por dos cienciólogos, Henning Heldt y Arthur Maren.
Antes del establecimiento de Narconon, la cienciología y la dianética fueron promovidas como proveedoras de una cura para la drogadicción. En 1970 el reverendo John W. Elliot, ministro senior de la Iglesia de la cienciología y encargado de su Equipo de Prevención de Abuso de Drogas, anunció que el "asesoramiento dianético" había "curado completamente a 30 de 30 personas" que vinieron a la Iglesia de la Cienciología pidiendo ayuda. El reverendo Elliott también reportó que la dianética podía curar la fiebre del heno, el asma y la artritis.
En los primeros días de Narconon, no se hacía distinción entre las ramas "religiosas" y "seculares" de la cienciología; Narconon fue considerada por los cienciólogos como un ejemplo de la cienciología en acción. "Narconon, con el programa de la cienciología, es otro ejemplo de la viabilidad de la dianética y la cienciología", dijo un adherido en 1970. "El programa se ha ampliado y se utiliza en todas las iglesias y misiones de la cienciología".
El sitio web de Narconon informa que la nota clave de Narconon es que "[...] el individuo es responsable de su propia condición y que cualquiera puede mejorar su condición si se le da una manera viable de hacerlo [...] el hombre es básicamente bueno y es el dolor, el sufrimiento, y la pérdida lo que lo lleva por mal camino". Sitúa al programa como enfocado a la rehabilitación sin recurrir a medicamentos alternativos. Sin embargo, este programa inicial no abordaba directamente los síntomas de abstinencia. En 1973, el programa Narconon adoptó procedimientos para incluir el retiro sin drogas.

### sigloXXI
Varias celebridades han atestiguado públicamente que Narconon fue útil en sus propias vidas. El músico Nicky Hopkins y la actriz Kirstie Alley han atribuido a Narconon su recuperación de la adicción a las drogas y el alcohol. Desde entonces, Alley se convirtió en portavoz público de Narconon. El Proyecto de Desintoxicación de los Trabajadores de Rescate de Nueva York ha usado el régimen de desintoxicación con sauna de Hubbard en un esfuerzo por mejorar la salud de los trabajadores de rescate expuestos a sustancias tóxicas el 11 de septiembre de 2001, aunque los resultados están en disputa. El toxicólogo Dr. Ronald E. Gots describió el Programa de Descarga de Purificación de Narconon en un informe de 1987 sobre su uso para los bomberos de California:

El tratamiento en California aprovechó los temores de los trabajadores preocupados, pero no cumplió una función médica racional. […] Además, el programa en sí, desarrollado no por médicos o científicos, sino por el fundador de la Iglesia de la Cienciología, no tiene un valor reconocido en la comunidad médica y científica establecida. Es curanderismo.

En 2004 y 2005, la revista «World Institute of Scientology Enterprises (WISE) at Work» e «International Scientology News» publicaron artículos clarificación la relación entre Narconon y la cienciología; situaron a Narconon en la "División 6B" de la cienciología, con la responsabilidad de dar a conocer al público los servicios de la cienciología.
A finales de 2005, según la Asociación Internacional de Cienciólogos (International Association of Scientologists), Narconon operaba 183 centros de rehabilitación por todo el mundo. Entre los nuevos centros abiertos ese año estaban el de Hastings, RU (actualmente cerrado) y el de Stone Hawk, en Battle Creek, Míchigan, EE. UU. El presidente de Narconon Clark Carr afirmó que las conferencias para la prevención de drogas "han sido dadas a más de 2 millones de niños y adultos a lo largo de varias décadas […] y que actualmente son ofrecidas a lo largo de los Estados Unidos, en todos los estados de Nueva Inglaterra, Washington D. C., Georgia, Florida, Oklahoma y los estados circundantes, Míchigan e Illinois, Texas, Nuevo México, Idaho, California, Nevada, Hawái y posiblemente otros" en respuesta a una investigación de «The Humanist».
En 2005 Tom Cruise le dijo a un periodista alemán que la cienciología tenía el único programa de rehabilitación de drogas exitoso, Narconon, pero el periodista le respondió que no era un programa de desintoxicación reconocido.
El 17 de julio de 2006, el Centro de Narconon de Trois-Rivieres (Tres Ríos) de Canadá empezó un sitio web en narcodex.ca. Narcodex era una wiki para alojar información sobre drogas. El dominio del sitio web Narcodex.ca pertenecía a ABLE Canadá, otra organización de la Cienciología. Los fondos para el sitio web procedían de Narconon Trois-Rivieres, el cual también controlaba el contenido del sitio web. El centro fue cerrado por las autoridades sanitarias locales en 2012.
En julio de 2013, Narconon adquirió 150 acres en Hockley, Ontario, propiedad de Donald Blenkarn, el cual había fallecido el año anterior. Narconon planeó convertir la propiedad en un centro de rehabilitación de drogas y alcohol, pero esto causó un rechazo generalizado entre los residentes de la zona, criticando el centro de rehabilitación, la presencia de Narconon, y en especial de la cienciología. La familia Blenkarn decidió finalmente elegir vendérsela a una persona no identificada de la comunidad, a un precio inferior al precio estándar de venta, y rechazó la contra oferta de Narconon.
En enero de 2014, Narconon instituyó un programa de desintoxicación basado en Hubbard en Annapolis para tratar a veteranos que sufrían por las consecuencias de la Guerra del Golfo. Los tratamientos fueron financiados por el Departamento de Defensa de los EE. UU. A través de una subvención de septiembre de 2010 por 633,677 dólares otorgados a la Universidad de Albany en el Estado de Nueva York, donde David O. Carpenter es el director del instituto de la facultad para la Salud y el Medio Ambiente y el investigador principal del programa. En diciembre de 2014, siete veteranos de la Guerra del Golfo completaron el programa. Se administró en un horario de 7 días por semana, y el régimen se completó en 33 días. El propósito del programa era descubrir si el programa de Hubbard tiene una base científica para la terapia y si era eficaz para reducir los síntomas y mejorar el estado funcional de los veteranos de la Guerra del Golfo cuyo dolor físico y ansiedad mejoraron al finalizar el programa. Carpenter afirmó que el programa fue efectivo en su propio tratamiento.

## Narconon y cienciología

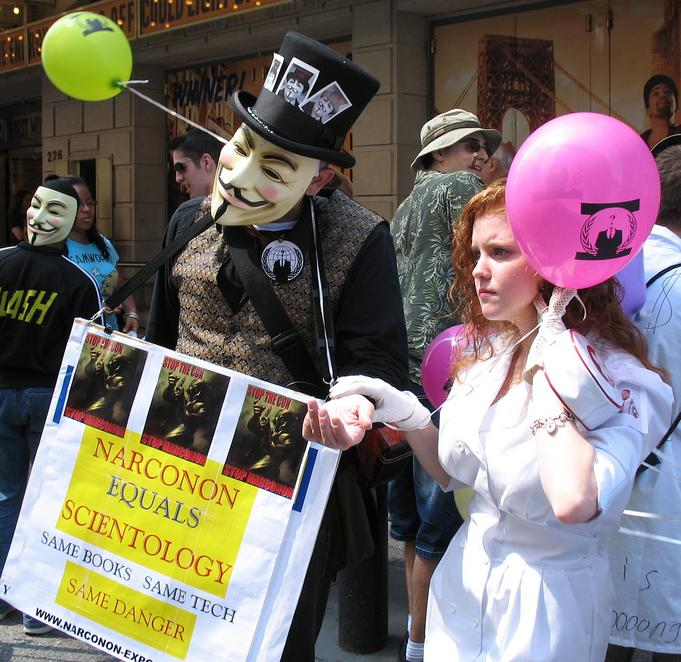
Como organización pantalla de la cienciología, Narconon ha atraído las protestas de anti-cienciólogos.

Su afiliación a la Iglesia de la Cienciología ha hecho de Narconon objeto de controversia.
En sus primeros días, Narconon utilizó materiales de la cienciología inalterados en sus cursos, y los ejecutivos de la cienciología dirigieron la organización (los fundadores Heldt y Maren eran miembros de alto rango del departamento de relaciones públicas de la Iglesia conocido como la Oficina del Guardián).
En abril de 1970, el portavoz de la cienciología, Max Prudente, describió a Narconon como "Basada únicamente en la filosofía y los principios de la cienciología".
A medida que Narconon promovió sus servicios de tratamiento de drogas a una variedad de jurisdicciones gubernamentales dentro de los EE. UU., la organización se encontró repetidamente en el centro de la controversia cuando la conexión con la cienciología fue planteada por periodistas o políticos.
Estos problemas se intensificaron aún más por las afirmaciones de que el programa de tratamiento no era médicamente adecuado y las numerosas denuncias de que el programa de tratamiento de Narconon sirve como un programa de recaudación de fondos y reclutamiento para la Iglesia de la Cienciología.
A fines de la década de 1970, la Iglesia de la Cienciología deseaba negar su conexión con Narconon. Cuando el FBI entró en las oficinas de la Iglesia de la Cienciología el 8 de julio de 1977, los documentos incautados revelaron que los cienciólogos recibieron instrucciones de referirse a Narconon y otras "grupos pantalla" usando nombres en clave:

Deberían usarse códigos para los nombres de los grupos pantalla que no queremos que se conecten con la I de la C y para cualquier cosa que de una evidencia específica y actual de que la I de la C está en control legal de los grupos B6 [entre los cuales está Narconon]

En 1994 John Wood, encargado de Narconon RU, negó cualquier conexión entre Narconon y la cienciología, diciendo: "Yo se sin lugar a dudas que Narconon no recluta ni promueve a la Iglesia de la Cienciología", a pesar de que la etapa final en el proceso de Narconon para pacientes en ese momento era "dirigirse a la organización más cercana (de la cienciología) para más servicios". En 2001 el portavoz de la Cienciología Graeme Wilson describió a Narconon como "caridad afiliada" a la cienciología.
Una serie del 1 al 5 de marzo de 1998 del «Boston Herald» expuso cómo dos grupos vinculados con la cienciología, Narconon y la Cruzada Mundial por el Alfabetismo (World Literacy Crusade) utilizó programas antidrogas y de alfabetización para obtener acceso a las escuelas públicas sin revelar sus lazos con la cienciología. Heber Jentzsch, presidente de Iglesia de la Cienciología Internacional (Church of Scientology International), el cual dijo en una entrevista que la Descarga de Purificación salvó su vida, confirmado después de que se publicó el informe  «Boston Herald»  que el bufete de abogados de la iglesia de Los Ángeles había contratado una firma de investigación privada para investigar la vida personal del periodista Joseph Mallia, quien escribió la serie. El «Boston Herald» señaló otros numerosos casos a lo largo de los años donde los periodistas fueron acosados con "investigaciones ruidosas" después de escribir historias exponiendo a la cienciología.
En Montreal, los empleados de Narconon se describen a sí mismos como FSM, una abreviación de la cienciología para Miembros del Personal de Campo (Field Staff Member, FSM), mientras que en Georgia, EE. UU., un memorando publicado por orden judicial mostró que la directora ejecutiva de Narconon, Mary Rieser, informaba directamente a la Oficina de Asuntos Especiales de la Iglesia de la Cienciología. así como a la organización matriz ABLE.

## Programa de rehabilitación de drogas
Narconon enseña que las drogas residen en la grasa del cuerpo y que permanecen ahí indefinidamente; y que para recuperarse del abuso de drogas, los adictos pueden eliminar las drogas de su grasa a través de las saunas y el uso de vitaminas. Los expertos médicos no están de acuerdo con esta comprensión básica de la fisiología, diciendo que no se almacena una cantidad significativa de drogas en la grasa, y que las drogas no se pueden "sudar" como afirma Narconon. En un informe de 2005, los expertos científicos declararon que los métodos de tratamiento de Narconon "no reflejan evidencia médica y científica precisa y ampliamente aceptada".
David Root, un profesional de medicina ocupacional y miembro de la Junta Asesora Científica de Narconon, defendió la validez del programa. Le dijo al «San Francisco Chronicle» en 1991 que las drogas y otros venenos "salen a través de la piel en forma de sudor sebáceo o graso". El material es frecuentemente visible y gotea, o se frota sobre toallas". Aparentemente, esto explica la necesidad de "dosis diarias de vitaminas, minerales y aceites, incluida la niacina".
Cada paciente estadounidense pasa un promedio de 3 a 4 meses en Narconon, por una tarifa que oscila entre los 10,000 y alrededor de los 30,000 dólares.
Hay más de 200 camas en el centro de Narconon de Arrowhead, EE. UU., según John Bitinas, quien forma parte del personal de relaciones públicas de la instalación. Cuando se le preguntó si los medicamentos se usan para ayudar a los pacientes que pasan por la abstinencia, dijo que "Narconon no contiene medicamentos, lo que significa que no usamos medicamentos sustitutos como parte de nuestro proceso de rehabilitación". Todos los pacientes son evaluados al momento de la inscripción para determinar si están "calificados psiquiátricamente o médicamente para el nivel de atención que ofrecemos aquí. Si se determina que necesitan un nivel de atención más alto, entonces Narconon está calificado para ofrecerla en ese momento, se los deriva a una instalación más apropiada". Si los pacientes requieren medicamentos para tratar afecciones físicas como diabetes, infecciones, etc., esos medicamentos son recetados por el médico de Narconon, que es a tiempo parcial pero está disponible de guardia las 24 horas, según Bitinas. Cada paciente de EE. UU. pasa un promedio de tres a cuatro meses en Narconon, por una tarifa que oscila entre 10,000 y alrededor de los 30,000 dólares.

### Visión general
El programa de desintoxicación de Narconon se basa en la teoría de Hubbard de que "pequeñas cantidades de drogas [y sus metabolitos] son almacenadas en la grasa y se liberan en un momento posterior, lo que hace que la persona vuelva a experimentar el efecto de la droga y desee volver a consumirla."
Narconon no es un modelo médico. El programa rechaza el modelo de enfermedad de la adicción, y su literatura ha descrito la terminología utilizada por ese modelo como desalentadora para los pacientes.
El programa Narconon sigue el modelo de "educación social" de rehabilitación de drogas. El programa tiene una duración de cuatro a seis meses e incluye un régimen de desintoxicación que abarca "ejercicio aeróbico, sudoración en sauna seca, suplementos de hidratación y nutrición, entrenamientos de habilidades para la vida y planes personalizados para la vida después de la graduación". La premisa principal del régimen de desintoxicación es que "la activación de los residuos de drogas almacenados en el cuerpo puede provocar ansias de drogas en el exusuario de drogas, lo que le tentará a una recaída. El régimen de desintoxicación de Narconon está diseñado para eliminar los residuos de drogas de los cuerpos de los usuarios de drogas y así reducir los antojos que pueden ser causados por estos residuos".
Los expertos en medicina convencional y toxicología han argumentado repetidamente que el método de Hubbard no tiene validez: "desde un punto de vista farmacológico, uno puede cuestionar fuertemente la idea de usar la sudoración forzada para expulsar drogas del cuerpo", dijo el profesor Folke Sjoqvist en un informe de 1996 para el gobierno sueco, mientras que un informe de la Junta de Salud Mental de Oklahoma de 1990 se establece que, "Aunque se pueden encontrar cantidades diminutas de algunas drogas en el sudor, la cantidad representa una pequeña fracción de la eliminación de la droga". En una deposición legal relativa a la muerte de Patrick Desmond en Narconon Georgia el perito Louis A. Casal fue interrogado por el abogado del demandante Jeff Harris:

Harris: Y el programa de la sauna, lo que Narconon sostiene es que, de hecho, desintoxica su cuerpo. ¿Cierto?
Casal: Cierto.
Harris: Pero no hay bases científicas que puedas apuntarme para apoyar esa afirmación, ¿es así, señor?
Casal: Estás en lo cierto.
Harris:  Entonces, cuando Narconon afirma que el programa de sauna desintoxica a sus estudiantes, ¿no estás al tanto, como médico, de ninguna base científica para esa afirmación?
Casal: Estoy de acuerdo.
Harris:  El régimen de vitaminas. ¿Está familiarizado con el régimen de vitaminas?
Casal: Sí, señor.
Harris:  ¿Tiene alguna opinión sobre si el régimen de vitaminas es eficaz para tratar la adicción?
Casal: Creo que es muy probable que no tenga relación alguna con el tratamiento de la adicción.

Narconon afirma que la metadona, las anfetaminas, las metanfetaminas, la morfina, el cobre, el mercurio y otras toxinas, algunas consumidas años antes, abandonan el cuerpo por medio de la sudoración. Esto contrasta con la visión de la retención de drogas en el cuerpo adoptada por la ciencia convencional, que ha encontrado que la mayoría de las drogas recreativas abandonan el cuerpo en unos pocos días (con la excepción del cannabis, que en el caso de un uso frecuente puede permanecer en el cuerpo durante un mes).

### Niacina
Según Narconon, se necesitan suplementos de vitaminas y minerales para abordar las deficiencias nutricionales y compensar la pérdida de nutrientes debido a la sudoración. Otros elementos clave del programa son el uso de niacina, que Hubbard creía que aumentaba la movilización de ácidos grasos libres, y la inclusión de grasas poliinsaturadas que, según él, aumentaban la tasa de excreción de algunas toxinas. Junto con una cantidad adecuada de sueño, Narconon cree que este régimen moviliza y elimina las toxinas almacenadas a largo plazo.
La "bomba para las drogas" de Narconon incluye una dosis de niacina de 4000 mg/día. El riesgo para los pacientes de tomar niacina en dosis altas es una de las razones por las que los expertos médicos que evalúan el programa Narconon han descubierto que es un peligro para los pacientes; como resultado, el programa ha sido prohibido en varias jurisdicciones, incluidas Quebec y Francia.
Debido a que las doctrinas de Narconon dictan que los pacientes que se someten a su programa exhiben síntomas físicos relacionados con las drogas que (supuestamente) están siendo "sudadas fuera", y debido a que el personal de Narconon no está calificado médicamente o típicamente calificado en rehabilitación ortodoxa de drogas, existe el riesgo de que se produzcan problemas médicos graves. Los síntomas — de sobredosis de niacina o de otras causas — pueden ser malinterpretados por el personal de Narconon como los efectos deseables de la desintoxicación:

El Programa Narconon expone a sus pacientes al riesgo de fenómenos de abstinencia tardía como convulsiones, delirios y/o alucinaciones. [...] El programa Narconon presenta un riesgo potencial para los pacientes del programa Narconon que traspone los fenómenos de abstinencia como convulsiones, delirios o alucinaciones que ocasionalmente se observan varios días después de la interrupción de las drogas como las benzodiazepinas, que pueden ser malinterpretados por el personal no médico de Narconon como el efecto de movilizar la droga de la grasa durante el período del procedimiento de sudoración de la sauna. También existe un riesgo potencial de que la repetición informada del efecto de las drogas abusadas durante el programa de sudoración de la sauna pueda ser el resultado de síntomas malinterpretados de hipertermia o desequilibrio electrolítico [...]

### Rutinas de entrenamiento
El resto del curso de Narconon usa "rutinas de entrenamiento" (training routines, TRs) originalmente ideadas por Hubbard para enseñar habilidades de comunicación a los cienciólogos. En la variante Narconon, estos cursos afirman estar diseñados para rehabilitar a los toxicómanos. Estas rutinas a veces incluyen la TR 8, que implica que el individuo ordena a un cenicero que "se levante" y "se siente", y le da las gracias por hacerlo, tan alto como pueda. Los antiguos cienciólogos dicen que el propósito del ejercicio es que el individuo "transmita" su "intención" al cenicero de que se mueva.

### Eficacia
Narconon generalmente afirma tener tasas de éxito de hasta el 75% de graduados de su programa que permanecen libres de drogas por el resto de sus vidas, y ha afirmado en el pasado tener "una tasa de éxito muy cercana al 100%". Sin embargo, estas cifras son muy controvertidas y no existen estudios independientes que respalden estas afirmaciones.
Investigadores independientes han encontrado tasas de éxito considerablemente más bajas. Un sitio web crítico con Narconon cita un estudio de investigación sueco que arroja una tasa del 6.6%. Narconon ha informado que los hallazgos del mismo estudio son mucho más favorables, aunque su representación del estudio está muy simplificada.
La Iglesia de la Cienciología afirma que "la tasa de éxito de Narconon no es simplemente la más alta del mundo, es cuatro veces mejor que los promedios internacionales", mientras que una revisión sistemática de la evidencia sobre la eficacia de Narconon realizada por el Centro Noruego de Conocimiento para los Servicios de Salud en nombre de la Dirección de Salud de Noruega concluyó que:

En conjunto, un estudio cuasi-experimental y cinco no experimentales documentan la falta de evidencia de los efectos preventivos de estos programas. Por lo tanto, actualmente no hay evidencia confiable de la efectividad de Narconon como programa de prevención de drogas primario o secundario. Esto se debe en parte a la evidencia de investigación insuficiente sobre Narconon y en parte a la naturaleza no experimental de los pocos estudios que existen.

En abril de 2014, el ayuntamiento de Wyong, Nueva Gales del Sur, Australia, denegó el permiso para que Narconon abriera un nuevo centro en las cercanías de Yarramalong, argumentando que el método de tratamiento del programa fue un factor en la decisión. El alcalde de Wyong, Doug Eaton, dijo:

Para que se le permita en el área, tendría que definirse como un hospital y no había suficiente material para demostrar que podría definirse así porque mi comprensión del proceso de rehabilitación es que es más un proceso religioso que un proceso médico.

## Muertes

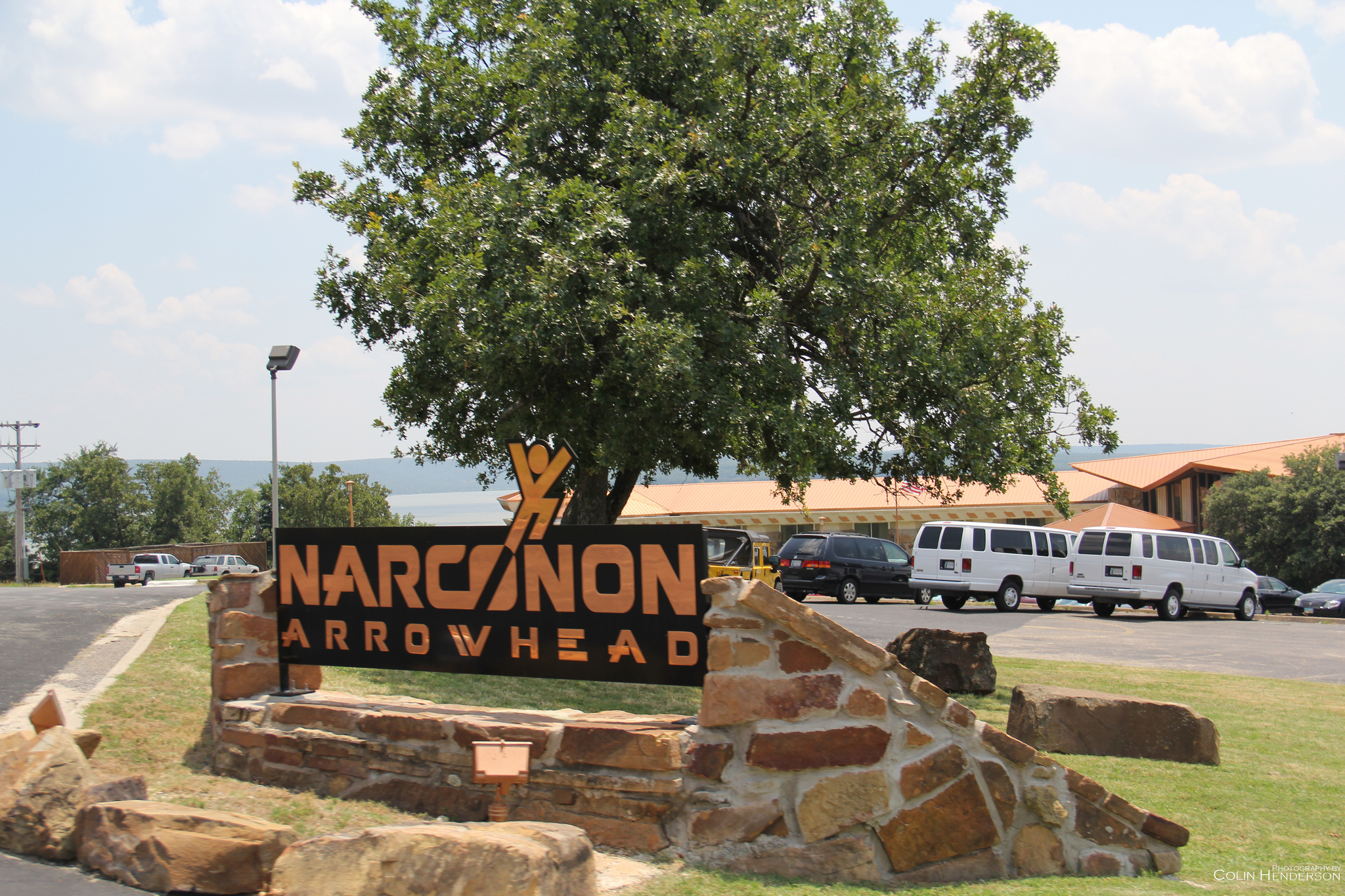
Señalización y aparcamiento en Narconon Arrowhead, Oklahoma, EE.UU

### Jocelyne Dorfmann, Grancey-sur-Ource, Francia (1984)
En 1984, una mujer francesa de 34 años llamada Jocelyne Dorfmann murió de un ataque de epilepsia no tratado mientras recibía tratamiento en un centro Narconon en Grancey-sur-Ource (cerca de Dijon). El subdirector de ese centro fue condenado de falta de asistencia a una persona en peligro. El centro de Narconon estaba cerrado. Expertos médicos informaron que su muerte fue causada por "un ataque epiléptico debido a la falta de tratamiento suficiente en su inicio y de tratamiento de emergencia durante el ataque". El personal de Narconon no solicitó asistencia médica, como resultado de lo cual Dorfmann murió.

### X del Pozo, Cercedilla, España (1985)
En 1985 un joven apellidado Del Pozo, natural de Ceuta, se inyectó una sobredosis de heroína mientras estaba internado en el centro de Narconon de Cercedilla, en la Comunidad de Madrid. Fue trasladado por una ambulancia al hospital, donde murió. El Juzgado de El Escorial abrió una investigación, pero acabó cerrando el caso por falta de pruebas y testimonios que aclarasen el incidente.

### Paride Ella y Giuseppe Tomba, Valsassina, Italia (1995)
En 1995, dos jóvenes, Paride Ella (22) y Giuseppe Tomba (26), murieron repentinamente en el centro Narconon en Taceno, provincia de Lecco, Italia. Ella murió de insuficiencia renal aguda (síntomas consistentes con una sobredosis de niacina), mientras que la causa de muerte registrada de Giuseppe Tomba fue un ataque cardíaco. Ambos pacientes sufrieron síntomas similares, a saber, vómitos y diarrea, durante días antes de su muerte. Los jóvenes murieron con unos días de diferencia entre ellos, en la llamada etapa de "desintoxicación" del programa Narconon.
El centro de Narconon no tenía personal médico y, en ninguno de los casos, pudo diagnosticar la gravedad de su condición. Antes de las muertes, el alcalde de Taceno había pedido que se cerrara el centro de Narconon.

### Federica X, Torre dell'Orso, Italia (2002)
En 2002, un paciente italiano de 33 años identificado como "Federica X", de Torre dell'Orso, murió en condiciones similares. Federica murió de peritonitis, según su autopsia. Comenzó a sufrir dolores de estómago el lunes 7 de octubre y fue llevada a un puesto de primeros auxilios donde le administraron analgésicos. Federica fue llevada al hospital la noche siguiente, donde murió poco después de ser admitida en coma.
El paciente de Narconon, Giovanni Costa, luego apuñaló al miembro del personal Rodolfo Savino, quien, según Costa, había ignorado los síntomas de Federica y le había brindado asistencia médica insuficiente. Costa fue arrestado y acusado de intento de asesinato.

### Patrick Desmond, Norcross, Georgia, Estados Unidos (2008)
Patrick W. "Ricko" Desmond, exmiembro de la Infantería de Marina de los Estados Unidos, murió en Narconon Georgia el 11 de junio de 2008, a los 28 años, de una sobredosis de heroína.
La familia de Desmond alegó muerte por negligencia y presentó una demanda contra Narconon, alegando que sus acciones llevaron a su muerte y que Narconon afirmó falsamente ser un programa de internación con licencia.
La cadena WSB-TV de Atlanta informó de que:

La evidencia incluye documentos con membrete de Narconon con la palabra "paciente-fuera" cuando se informó la muerte de Patrick a los investigadores estatales, pero el membrete de las cartas enviadas a los tribunales de Florida omitió la palabra "paciente-fuera".

La familia de Desmond le pagó a Narconon $ 30,000 por su tratamiento. La directora de Narconon Georgia, Mary Rieser, comentó a un periodista:

Hay cosas que la gente se hace a sí misma. Por supuesto que es triste.

La demanda entre Narconon Georgia y la familia Desmond se resolvió con un acuerdo extrajudicial en febrero de 2013, tres días antes de que comenzara la selección del jurado.
El acuerdo se produjo después de duras sanciones contra Narconon por parte de la jueza de primera instancia Stacey K. Hydrick, quien dijo en una orden judicial que Narconon Georgia había:

Proporcionado intencional, voluntaria y repetidamente respuestas falsas y engañosas a las solicitudes de descubrimiento del demandante con respecto a cuestiones relevantes para la resolución de este caso

Y que:

Reiteradamente no presentó, y en múltiples ocasiones negó falsamente la existencia de documentos e información claramente relevantes y sensible.

El juez Hydrick retiró la respuesta de Narconon a las acusaciones de la familia Desmond, lo que significa que si el caso no se hubiera resuelto, las afirmaciones de la familia esencialmente no habrían sido opuestas por Narconon.
Narconon International negó tener alguna conexión con Narconon Georgia, aunque los documentos desclasificados del caso Patrick mostraron que la directora ejecutiva de Narconon Georgia, Mary Rieser, informó a Narconon International, a la Oficina de Asuntos Especiales de la Cienciología y a la Asociación para una Mejor vida y Educación, describiendo en sus informes la noche de la muerte de Patrick:

El 10 de junio de 2008, un estudiante estaba viendo un partido de baloncesto a última hora de la noche con Brad en su apartamento. Consumieron tequila y el estudiante tuvo acceso a su dinero en efectivo que se suponía que debía estar encerrado en ese apartamento. Algo triste sucedió más tarde en la noche. Dos días después le hicimos la prueba a Brad y estaba sucio por metadona, PCP, cocaína y metanfetamina.

### Muertes en Narconon Arrowhead, Oklahoma, Estados Unidos (2009–2012)
En agosto de 2012, los sheriffs del condado de Pittsburg y el Departamento de Salud Mental y de Servicios de Abuso de Sustancias de Oklahoma, junto con el Despacho de Investigaciones del Estado de Oklahoma comenzó una investigación sobre las muertes en Narconon Arrowhead tras el fallecimiento de tres pacientes en un período de nueve meses.
La investigación incluyó las muertes recientes de cuatro pacientes: Stacy Dawn Murphy, de 20 años, que murió en Narconon Arrowhead el 19 de julio de 2012; Hillary Holten, de 21 años, que fue encontrada muerta en las instalaciones el 11 de abril de 2012; y Gabriel Graves, de 32 años, que murió en las instalaciones el 26 de octubre de 2011. Posteriormente, la investigación se amplió para cubrir la muerte de Kaysie Dianne Werninck, de 28 años, quien murió en Narconon Arrowhead el 3 de marzo de 2009.
Tras la atención de los medios en torno a las muertes, la Asociación Nacional de Consejeros Forenses revocó permanentemente la certificación de Consejería Certificada en Dependencia Química de varios empleados de Narconon Arrowhead, incluido el director Gary Smith. En agosto de 2013, el Departamento de Salud Mental y de Servicios de Abuso de Sustancias de Oklahoma revocó permanentemente el permiso de la instalación para la desintoxicación médica después de que Narconon agotó todas las vías para protestar contra la decisión.
En agosto de 2013, el inspector general Kim Poff y el investigador Michael DeLong, ambos del Departamento de Salud Mental y de Servicios de Abuso de Sustancias de Oklahoma, que habían estado investigando las muertes en Narconon Arrowhead, fueron despedidos. No se dio ninguna razón para ello, pero el abogado de los investigadores luego afirmó que los dos fueron despedidos injustamente, diciendo: "Su despido, en parte, se relaciona con la investigación de Narconon".

### John Cunningham, Watsonville, California, Estados Unidos (2015)
En julio de 2015, John Cunningham, un empleado de Boeing de 58 años adicto a las benzodiazepinas, fue enviado por su hermana a Redwood Cliffs, una instalación de Narconon en Watsonville, California. El personal de Redwood Cliffs envió a Cunningham a desintoxicarse a Bright Futures Recovery, que eliminó a Cunningham de los medicamentos que estaba tomando para la depresión. Cunningham fue enviado a la "sala de emergencias local tres veces en solo cinco días por síntomas de abstinencia". El 22 de agosto de 2015, lo dejaron solo en su habitación el tiempo suficiente para "colgarse de un cinturón en el armario de su dormitorio". La hermana de Cunningham no supo que Narconon era un equipo de la Cienciología hasta después de la muerte de su hermano.
Representada por el abogado H. Gavin Long, la familia de Cunningham demandó a Redwood Cliffs y a Bright Futures Recovery por $ 1 millón a cada una. Los centros de rehabilitación respondieron con una oferta de "$ 100.000 y $ 350.000, respectivamente". La familia se negó y llevó el caso a un jurado en Santa Cruz. Después de un juicio de doce días en el que Narconon intentó argumentar que no habían referido a Cunningham a Bright Futures Recovery, el jurado otorgó a la familia $ 11 millones. Según el periodista Tony Ortega, era muy raro que el caso llegara a un jurado, y desde este caso judicial, "la Cienciología cortó los lazos con su red Narconon del norte de California, y la instalación de Redwood Cliffs se cerró. Pero Narconon todavía está en la picota por la parte del veredicto".

## Narconon en España
Narconon llegó a España en la década de 1980 y pronto disfrutó de ventajas fiscales. En la década de 1980 también existió en España otra organización para la rehabilitación de drogadictos vinculada a la Cienciología llamada Droganon.
En noviembre de 1988 se detuvo a 69 cienciólogos y vinculados a Narconon, incluyendo al presidente de la Cienciología, Heber Jentzsch, en un congreso que tenía lugar en Madrid. Finalmente, se llevó a juicio a 14 personas, que resultaron absueltas en 2001.
En 1988 Narconon ya había sido expulsada de Cataluña, Aragón, Comunidad Valenciana y País Vasco. Ese mismo año conservaba sedes en Cadagua, Alcalá de Guadaíra, Cercedilla y Alcorcón.
En la actualidad la organización tiene dos centros en España: Los Molinos, en Los Molinos, Comunidad de Madrid, fundado en 1992; y Mediterráneo, en Alcalá de Guadaira, provincia de Sevilla, fundado en la década de 1980.
En 2020 el programa Equipo de investigación de la cadena española La Sexta emitió el testimonio de una paciente de Narconon. Esta persona decía que le presentaron al responsable del centro en cuestión y la llevaron a una casa aparte que llamaban "El Mono", donde le daban algo llamado "bomba vitamínica" que fabricaban ellos mismos. Además, esta persona contó que la sentaban en una silla con un auditor a realizar ejercicios repetitivos, como dar la mano, hasta que uno decía alguna enseñanza que le sacaba de eso. Decía que, en su situación, no podía dormir más de tres o cuatro horas. Tras pasar por los procesos anteriores fue introducida en una sauna durante cinco horas. Tras la fase de sauna tuvo que estudiar las teorías de Hubbard  "sobre que procedemos de una vida anterior, que toda esa vida anterior la tenemos en la cabeza, que son las que nos van guiando en nuestros pasos en este mundo".